# Муніципальна корпорація Делі
Муніципальна корпорація Делі (англ. Municipal Corporation of Delhi, MCD) — муніципальна корпорація, що керує більшою частиною Національної столичної території Делі, Делі. Це одна з трьох муніципальних корпорацій на території, іншими є Муніципальна корпорація Нью-Делі та Рада Військового містечка Делі. Під керівництвом MCD знаходиться територія 1397 км², а станом на 2001 рік мешкало близько 13,78 млн осіб.
| Прапор Індії | Це незавершена стаття про Індію. Ви можете допомогти проєкту, виправивши або дописавши її. |